# Ladeuzejev trg, Leuven
Ladeuzejev trg (Ludeuzeplein, plein v nizozemščini je trg) je v središču Leuvna v Belgiji
(50°52′42″N 4°42′20″E / 50.87833°N 4.70556°E.). Imenuje se po nekdanjem rektorju Katoliške univerze v Leuvnu, monsinjorju Paulinu Ladeuzeju. Je največji trg v Leuvnu. Do druge svetovne vojne se je imenoval Volksplaats ali Ljudski trg.
Med lokalnim prebivalstvom je bil trg znan kot Jerkarlisse. To ime izvira iz religioznega reda klaris, ki so tu imele samostan, ko je bil še peščen hrib (jer v lokalnem narečju pomeni 'umazan', to je netlakovan, v nasprotju s sosednjim Stiënkarlisse, nekdanjim tlakovanim Graanmarktom, zdaj trg Herberta Hooverpleina). Leta 1783 je bil samostan ukinjen in mesto Leuven je kupilo posestvo od belgijskih oblasti, ki so ga podedovale, da bi uredili trg, namenjen prodaji lesa. Hrib je bil zravnan in prva hiša na trgu je bila postavljena leta 1812. Takrat se je trg imenoval Napoleonov trg, kasneje pa je bil preimenovan v Volksplaats, na koncu pa je postal Ladeuzeplein.

## Univerzitetna knjižnica
Trg obvladuje veličastna knjižnica univerze. Kljub temu da neorenesančna zunanjost kaže drugače, je stavba sorazmerno nova, iz leta 1921. Knjižnica je bila darilo ameriškega ljudstva mestu Leuven, potem ko so izvirno knjižnico iz 17. stoletja blizu Velikega trga požgale nemške okupatorske enote avgusta 1914. Požar je uničil ne samo velik del kulturne dediščine srednjeveškega mesta, temveč je povzročil tudi izgubo neštetih in nenadomestljivih zgodovinskih rokopisov in knjig, mnogi so bili stari več stoletij.
Ta nasilna dejanja so povzročila škodo po vsem svetu in za nadomestitev izgub je bilo ustanovljenih nekaj večinoma ameriških dobrodelnih ustanov. Leta 1921 so začeli na trgu graditi novo knjižnico. Nova stavba ima tudi enega največjih kariljonov v Evropi, ki so ga je leta 1928 izdelali ameriški inženirji kot darilo v spomin na vse ljudi, ki so med 1. svetovno vojno izgubili življenje. Kariljon je imel prvotno 48 zvonov, to je bilo takratno število držav v Evropski uniji. Glavni zvon, ki zvoni vsako uro, se imenuje zvon svobode (Liberty Bell of Louvain) in je četrti največji zvon, ima napis, ki poziva k svetovnemu miru.
Maja 1940 so nemški okupatorji v prvem letu druge svetovne vojne spet uničili (novo) univerzitetno knjižnico. Po vojni je bila stavba skoraj popolnoma obnovljena po prvotnih načrtih. Po precejšnji prenovi od leta 1999 do leta 2003 je zunanja, kariljonova in strešna konstrukcija znova obnovljena v svoji nekdanji lepoti in prevladuje na trgu.
Januarja 2014 je bila v petih nadstropjih zvonika odprta trajna razstava o teh vojnih dogodkih.

## Umetnost
Leta 2005 je Katoliška univerza v Leuvnu praznovala 575. obletnico in se odločila zahvaliti mestu Leuven za gostoljubnost tako, da je uglednega umetnika Jana Fabra prosila, da naredi skulpturo v zahvalo mestu. Fabre je zasnoval sodobno umetniško instalacijo, imenovano Totem. Sestavlja jo ogromen tajski bleščeči hrošč (Sternocera aequisignata), nataknjen na 23 metrov visoko jekleno iglo. Po mnenju avtorja je v nadrealistični pogled na hrošča na igli, ki stoji pred neoklasicističnimi knjižničnimi stavbami, odlično zajet duh mesta in univerze v Leuvnu.
Starodavna umetnost glasbenih recitalov po vsej državi je še vedno zelo živa. Na kariljonu so redne predstave od leta 1983, ko je bil v celoti obnovljen in razširjen, zdaj ima 63 zvonov.

## Redni dogodki
- tedenska kmečka tržnica ob petkih
- letna kulturna razstava Leuven na sceni
- v soboto in nedeljo julija in avgusta zvečer recital s kariljonom Leuvenski zvonovi
- letni karnevalski sejem v septembru
- božični sejem v decembru